# Gardner Soule
Gardner Soule (16 tháng 12 năm 1913 – 26 tháng 10 năm 2000) là một nhà văn người Mỹ nổi tiếng với những cuốn sách viết về động vật học thần bí và sinh vật biển.

## Tiểu sử
Soule từng có đóng góp bài viết cho tờ Boys' Life và Popular Science. Nhiều cuốn sách của ông đã được dành cho độc giả nhỏ tuổi.
Những cuốn sách của ông về các thủy thủ cổ đại và những khám phá hải dương học đã nhận được những đánh giá tích cực. Tuy nhiên, nội dung thực tế trong các tác phẩm của ông về động vật học thần bí vẫn còn gây ra tranh cãi. Các nhà phê bình mô tả tác phẩm của ông viết về các loại sinh vật bí ẩn khả nghi như Quái vật hồ Flathead mang tính giải trí chứ không phải là khoa học. Các đánh giá khác tích cực hơn, mô tả nghiên cứu của ông về các sinh vật biển như loài mực khổng lồ, cá mập miệng to và ong bắp cày biển có tác dụng nâng cao kiến thức dành cho độc giả thông thường.
Soule từng có lúc trải qua đời sống ban đầu tại bang Texas và là tác giả của cuốn The Long Trail mô tả lịch sử của những chàng cao bồi và những con đường mòn gia súc. Nhà sử học Ralph Bieber đã viết rằng cuốn sách này là "vô tổ chức, chứa đầy lỗi và nói chung là không đáng tin cậy." Orlan Sawey, Chủ tịch Hội Văn hóa Dân gian Texas đã viết rằng "khiếm khuyết lớn nhất của cuốn sách này là sự thiếu chính xác về nội dung lịch sử của nó."

## Ấn phẩm
- The Maybe Monsters (1963)[7]
- The Mystery Monsters (1965)[8]
- Sea Rescue (1966)

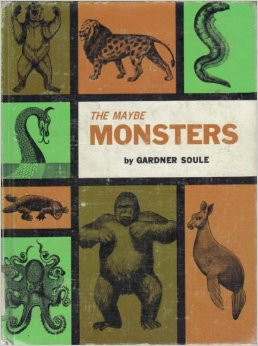
Cuốn sách đáng chú ý nhất của Soule có tựa đề The Maybe Monsters, xuất bản năm 1963.

- The Ocean Adventure: Science Explores the Depths of the Sea (1966)
- Trail of the Abominable Snowman (1966)
- UFOs and IFOS: A Factual Report on Flying Saucers (1967)
- Undersea Frontiers: Exploring by Deep-Diving Submarines (1968)
- Under the Sea: A Treasury of Great Writing about the Ocean Depths (1968)
- Strange Things Animals Do: How Scientists Probe Their Secrets (1970)
- The Greatest Depths: Probing the Sea to 20, 000 Feet and Below (1970)
- Wide Ocean: Discoveries at Sea (1970)
- Surprising Facts About Our World and Beyond (1971)
- New Discoveries in Oceanography (1974)
- Remarkable Creatures of the Seas (1975)
- Men Who Dared the Sea: The Ocean Adventures of the Ancient Mariners (1976)
- The Long Trail: How Cowboys & Longhorns Opened the West (1976)
- Mystery Monsters of the Deep (1981)
- Mystery Creatures of the Jungle (1982)
- Antartica (1985)
- Christopher Columbus: On the Green Sea of Darkness (1990)